# Ordre de bourse
 (juillet 2022).
Si vous disposez d'ouvrages ou d'articles de référence ou si vous connaissez des sites web de qualité traitant du thème abordé ici, merci de compléter l'article en donnant les références utiles à sa vérifiabilité et en les liant à la section « Notes et références ».
Un ordre de bourse est une requête permettant d'acheter ou vendre des actifs en bourse. Il peut être envoyé directement au marché financier, ou à un intermédiaire (courtier).

## Description

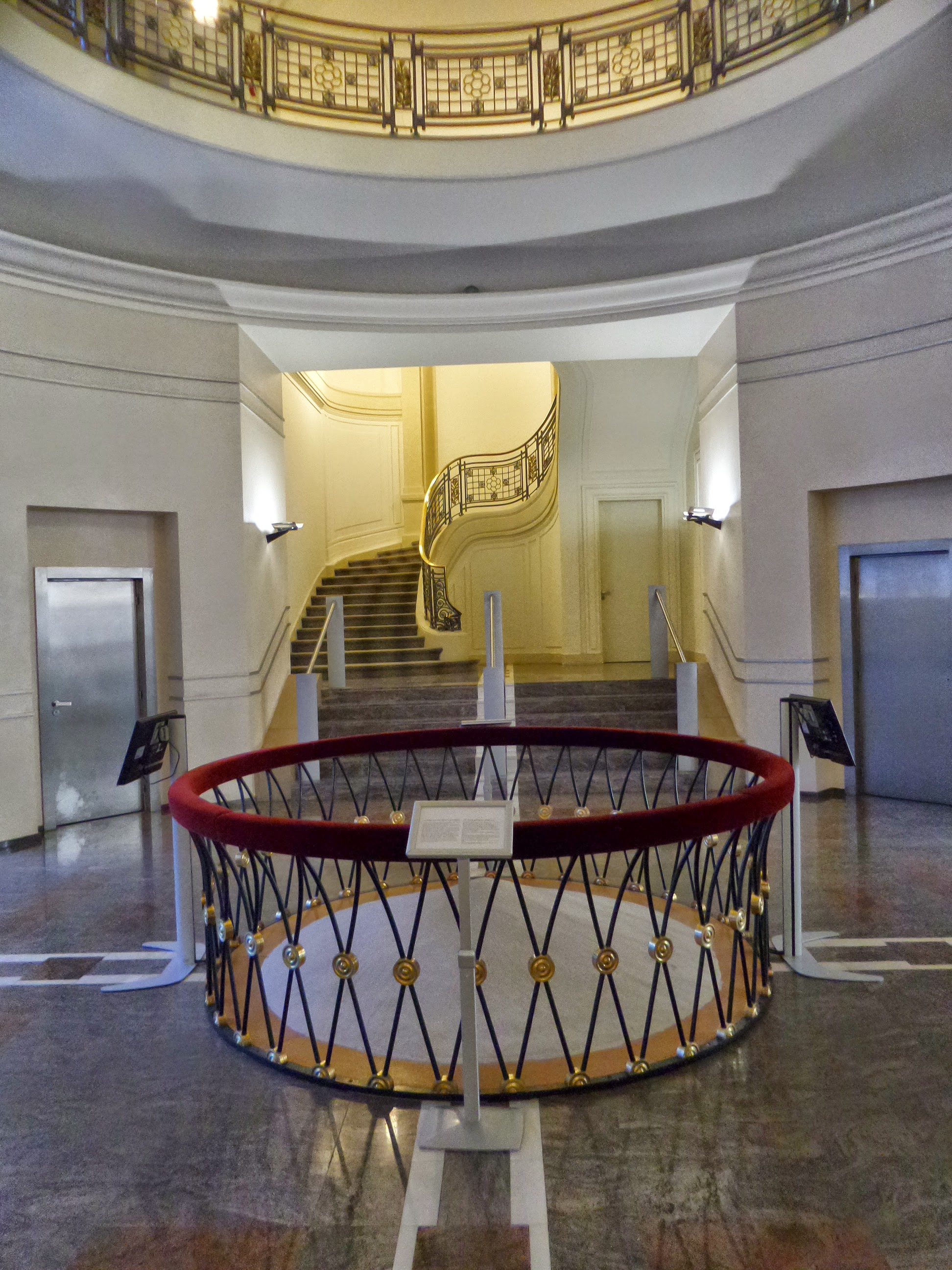
À l'origine, les ordres de bourse étaient traités par des agents de change à la corbeille d'une bourse des valeurs

Cet ordre se compose essentiellement de :
- l'identifiant de l’actif qui est concerné par l'échange,
- le sens de l'opération (vendre ou acheter),
- la quantité offerte ou demandée,
- et éventuellement des conditions d’exécution (une date limite, un prix).

## Types d'ordres
Il existe différents types d'ordres de bourse qui répondent aux différentes attentes des investisseurs :

### À cours limité
L'ordre de bourse à cours limité indique un prix d'achat ou de vente et ne sera exécuté que s'il existe une contrepartie équivalente ou plus avantageuse. Il peut être exécuté partiellement s'il n'y a pas assez de titres correspondants dans le carnet d'ordres. Autrement dit, le prix de la transaction est décidé par l'investisseur, et la date de la transaction par le marché.
C'est souvent le type d'ordre affiché par les sites de courtage et aussi celui utilisé par les banques pour réaliser les opérations de leurs clients.
Enfin, il y a une priorité des ordres de bourse en fonction de leur ancienneté, les plus anciens étant traités en premier, et chaque type d'ordre a une action différente sur la fluctuation des cours de la bourse.
Si tout le monde passait ses ordres à cours limité, les ordres seraient enregistrés dans les carnets d'ordres, mais aucun ne serait exécuté. Une limite plus élevée que le cours à l'achat ou plus basse que le cours à la vente, correspond à un ordre passé "au marché". Cet ordre offre ainsi une très bonne stabilité. C'est l'ordre qui doit être utilisé en priorité pour vendre, pour ne pas faire pas chuter le cours du titre en l'utilisant, tout en prenant ses plus values.
Dans un marché baissier cet ordre risque de ne pas être exécuté. Il est préférable de se protéger en mettant un ordre à seuil ou à plage de déclenchement.
Exemple à l'achat : ordre d'achat à cours limité de 60 euros : tant que le cours de l'action sera supérieur à 60 euros, il ne sera pas exécuté. Lorsqu'un vendeur en proposera à 60 euros ou moins, il pourra l'être.
Exemple à la vente : ordre de vente à cours limité de 60 euros : tant que le cours de l'action sera inférieur à 60 euros, il ne sera pas exécuté. Lorsqu'un acheteur en offrira 60 euros ou plus, il pourra l'être.

### Au marché
- À l'achat, vous achetez les titres qui sont dans le carnet d'ordre côté « vente » et qui attendent là car ils ont été passés « à cours limité ». Votre prix d'achat sera celui en cours si dans le carnet d'ordre il reste suffisamment d'actions à vendre à cette valeur. Sinon, vous achèterez le reste des titres au cours immédiatement supérieur disponible dans le carnet d'ordre, et vous participerez à faire monter le cours du titre.

- À la vente, le même mécanisme se déclenche et vous vendez soit au cours soit au cours immédiatement inférieur disponible dans le carnet d'ordre, et vous faites baisser le cours du titre par cette action.

Cet ordre est celui qui fait soit monter ou descendre la valeur du titre. Il faut le préférer pour acheter et le rejeter pour vendre.

Si dans la panique vous voulez sortir à tout prix, passez un ordre au marché (cet ordre remplace l'ordre qui s'appelait auparavant « À tout prix »)

### À la meilleure limite
À son introduction, si l’ordre peut être exécuté en totalité sur un seul cours, il le sera immédiatement (première ligne du carnet d'ordre à l'heure de l'introduction). Toutefois, si le nombre de titres présents en contrepartie n'est pas suffisant à un seul niveau de cours, l'ordre à la meilleure limite se changera en un ordre à cours limité, à cette valeur.

### À seuil ou à plage de déclenchement
- Un ordre à seuil de déclenchement permet de positionner un ordre "à tout prix" qui est activé dès que le seuil de déclenchement est atteint ou dépassé. L'exécution est totale s'il y a une cotation après que le seuil de déclenchement a été côté ou dépassé.
- Un ordre à plage de déclenchement permet de positionner un ordre "a cours limité" qui est activé dès que la plage de déclenchement est atteinte ou dépassée. L'exécution est totale ou partielle selon la quantité de titres disponibles.

Ces ordres sont utiles pour se positionner sur le marché ou se protéger contre un renversement de tendances, et si l'opérateur utilise l'analyse graphique ou l'analyse technique.

### Ordres complexes
Certains intermédiaires et particulièrement les courtiers en ligne permettent de passer des ordres combinant plusieurs ordres simples qui s'exécutent selon un scénario défini. Ces ordres sont appelés ordres complexes, ordres intelligents ou encore ordres multiples.

#### Ordre suiveur
Le stop suiveur (ou trailing stop) est un ordre à seuil de déclenchement à la vente qui se réajuste au fur et à mesure de l'évolution à la hausse du cours. C'est un ordre modifié dynamiquement d'après une valeur de pas prédéterminée (par exemple augmenter le seuil de stop à chaque progression de 10 centimes du cours de l'action). La valeur du pas de progression peut être exprimée en valeur ou en pourcentage selon le dispositif proposé par la société de courtage. 
Le but du stop suiveur est de suivre la hausse d'une valeur jusqu'au moment où la tendance s'inverse et ainsi sauver au maximum la plus-value. 
Quand le cours approche du seuil de déclenchement, l'ordre est transmis au marché pour une exécution immédiate au meilleur cours. Tant que le cours de l'action est supérieur à celui de l'ordre stop suiveur, l'ordre n'est pas exécuté.

#### Concours d'ordres
Le concours d'ordre consiste en plusieurs ordres à cours limite enregistré en même temps. Le premier qui approche la condition d'exécution est transmis au marché sous la forme d'un ordre à cours limité à durée journalière. S'il est exécuté, les autres ordres sont annulés. S'il n'est pas exécuté, le concours reste valide jusqu'à la fin de la période d'activité.

#### Iceberg
Les ordres iceberg, également appelés ordres cachés, permettent de passer des ordres à hauts volumes complets, tout en ne divulguant qu'une partie du volume total de cet ordre. Ils sont acceptés sous réserve d'un volume divulgué d'au moins 10 fois l'unité de trading minimale du titre concerné[réf. nécessaire]. Ce type d'ordre est particulièrement adapté pour les titres traités avec un faible volume (non liquide).
Par exemple, il est possible de vendre 10 000 actions en n'affichant que 1 000 titres à la fois. Chaque fois qu'un lot de 1 000 titres sera exécuté à la vente, le lot suivant de 1 000 titres apparaîtra automatiquement dans le carnet d'ordres ; la priorité entre deux tranches de  1 000 titres est cependant perdue si d'autres vendeurs se positionnent à la même limite, ce qui ne serait pas le cas avec un ordre limite classique affichant directement 10 000 titres.
Les ordres iceberg ne sont compatibles qu'avec un ordre de type limite.